# Kevin Vandenbergh
Kevin Vandenbergh (* 16. Mai 1983 in Bonheiden) ist ein belgischer Fußballspieler.

## Verein
Vandenbergh begann seine Karriere in der Jugendmannschaft des KVC Westerlo und wurde mit 17 Jahren in die erste Mannschaft aufgenommen. Hier gewann er 2001 den nationalen Pokal. Ein Jahr später wechselte er zum damaligen amtierenden belgischen Meister KRC Genk. Dort konnte er bereits in der ersten Saison 15 Treffer für sein Team erzielen und erhielt in der darauffolgenden Saison einen Platz in der Stammelf. Diesen verlor er in der Saison 2005/06 und der Verein trennte sich zum Sommer 2007 von ihm. Vandenbergh unterzeichnete daraufhin einen Vierjahresvertrag bei FC Utrecht. Am 30. Juli 2008 wurde Vandenbergh für eine Saison an Germinal Beerschot Antwerpen ausgeliehen.
Zur Saison 2010/11 wechselte Vandenbergh zum belgischen Erstliga-Aufsteiger KAS Eupen. Nach 27 absolvierten Ligaspielen, in denen er neun Tore erzielte, wechselte er im Sommer 2011 zum KV Mechelen. Von dort kam er schließlich Ende August zum KVC Westerlo, für den er allerdings nur zu sporadischen Einsätzen kam. In der Saison 2012/13 noch in 18 Ligaspielen eingesetzt und mit sieben Treffern auch als Torschütze erfolgreich, brachte er es in der nachfolgenden Spielzeit lediglich auf fünf Ligaeinsätze, in denen er allerdings noch vier Mal zum Torerfolg kam. 2015 folgte dann der Wechsel zum KFC Dessel Sport und seit 2016 spielt Vandenbergh beim unterklassigen Verein SC Aarschot (damals 7. Liga). In seiner ersten Saison erzielte er dort 60 Tore in der Provinciale 2 Brabant.

## Nationalmannschaft
Vandenbergh spielte von 2004 bis 2007 für die belgische Fußballnationalmannschaft, für die er in 13 Spielen drei Tore erzielte und insgesamt in 21 Länderspielen einberufen war.

## Erfolge
- Belgischer Pokalsieger: 2001

## Familie
Sein Vater Erwin Vandenbergh war ebenfalls ein erfolgreicher Fußballspieler.